# Andrea Larini
Andrea Larini (Camaiore, 2 december 1968) is een Italiaans autocoureur. Zijn oudere broer Nicola is een voormalig Formule 1-coureur.

## Carrière
In 1990 en 1991 reed Larini in het Italiaanse Formule 3-kampioenschap. Vervolgens nam hij tot 2005 niet meer deel aan grote kampioenschappen, toen hij instapte in het Italiaanse Superturismo-kampioenschap. Ook nam hij deel aan drie raceweekenden van het World Touring Car Championship voor het team DB Motorsport in een Alfa Romeo 156. Zijn beste resultaat was een negentiende plaats op het Autodromo Nazionale Monza.
In 2006 nam Larini deel aan de Italiaanse Alfa Romeo 147 Cup. In 2008 begon hij in de Seat Leon Eurocup, waarin hij als vijftiende in het kampioenschap eindigde. In 2009 bleef hij in de Eurocup rijden en scoorde de meeste punten in het raceweekend op de Motorsport Arena Oschersleben. Hierdoor mocht hij in het weekend op het Autodromo Enzo e Dino Ferrari instappen voor SUNRED Engineering in het WTCC in een SEAT León 2.0 TFSI. Hij werd in de eerste race gediskwalificeerd omdat hij ondergoed droeg die niet vuurproef was. In de tweede race had hij dit wel aan en eindigde als 21e. In de Eurocup eindigde hij als zevende in het kampioenschap. In 2010 keerde hij hier terug en werd negende.
Sinds 2012 rijdt Larini in de Superstars International Series, waarin hij zowel in 2012 en 2013 één overwinning behaalde. Hij eindigde respectievelijk als zesde en tiende in het kampioenschap.